# Northwood (New Hampshire)
Northwood è un comune degli Stati Uniti d'America facente parte della contea di Rockingham nello stato del New Hampshire.